# Fusciludia unicuneata
Fusciludia unicuneata är en tvåvingeart som först beskrevs av Hardy 1987.  Fusciludia unicuneata ingår i släktet Fusciludia och familjen borrflugor. Inga underarter finns listade i Catalogue of Life.